# Тинејџ вештица
Тинејџ вештица (енгл. Every Witch Way) је америчка теленовела за тинејџере канала Nickelodeon, која се првобитно емитовала у периоду од 1. јануара 2014. до 30. јула 2015. године. То је америчка верзија латиноамеричке серије Грачи.
Прва сезона емитована је као једномесечни догађај, где је првих 20 епизода емитовано викендом увече у јануару 2014. године. Дана 13. марта 2014, Nickelodeon је објавио да су наручили другу сезону Тинејџ вештице, која је емитована од 7. јула до 8. августа. Дана 31. јула 2014, серија је обновљена и за трећу сезону, која је премијерно емитована од 5. јануара 2015. Дана 25. фебруара 2015, серија је обновљена за четврту сезону и најављен је спиноф серије — Академија чаролија. Дана 1. јуна 2015. објављено је да ће четврта сезона бити последња сезона серије. Финале серије је емитовано 30. јула 2015, док је потврђено да ће Академија чаролија бити емитована на јесен исте године. Академија чаролија премијерно је почела са емитовањем 5. октобра 2015, али је Nickelodeon прекинуо након само једне сезоне.
У Србији, Црној Гори, Републици Српској и Северној Македонији серија је премијерно приказана од 27. фебруара до 27. октобра 2017. године на каналу Nickelodeon, синхронизована на српски језик. Синхронизацију је радио студио Голд диги нет. Српска синхронизација нема ДВД издања. Спиноф серије, Академија чаролија, такође је синхронизован од стране истог студија и кренуо је са емитовањем 30. октобра 2017. године.

## Епизоде
| Сезона | Сезона | Епизоде | Премијерно приказивање (САД) | Премијерно приказивање (САД) | Премијерно приказивање (Србија) | Премијерно приказивање (Србија) |
| Сезона | Сезона | Епизоде | Прва епизода                 | Последња епизода             | Прва епизода                    | Последња епизода                |
| ------ | ------ | ------- | ---------------------------- | ---------------------------- | ------------------------------- | ------------------------------- |
|        | 1.     | 21      | 1. јануар 2014.              | 30. јануар 2014.             | 27. фебруар 2017.               | 24. март 2017.                  |
|        | 2.     | 25      | 7. јул 2014.                 | 8. август 2014.              | 27. март 2017.                  | 27. април 2017.                 |
|        | 3.     | 20      | 5. јануар 2015.              | 30. јануар 2015.             | 4. септембар 2017.              | 29. септембар 2017.             |
|        | 4.     | 20      | 6. јул 2015.                 | 30. јул 2015.                | 2. октобар 2017.                | 27. октобар 2017.               |

## Радња
Прича се врти око тинејџерке Еме Алонсо (Паола Андино) која се сели са оцем Франциском у предграђе Мајамија. Сазнаје да је вештица, али не било која вештица већ „она изабрана”. У серији пратимо љубавне проблеме, борбе и одрастање младе вештице.

## Улоге
| Улога            | Глумац               | Српски глас             |
| ---------------- | -------------------- | ----------------------- |
| Ема Алонсо       | Паола Андино         | Наташа Поповић          |
| Данијел Милер    | Ник Мерико           | Огњен Мићовић           |
| Меди Ван Пелт    | Париз Смит           | Јелена Гавриловић       |
| Енди Круз        | Данијела Нијевес     | Сања Поповић            |
| Џекс Новоа       | Рахарт Адамс         | Немања Живковић         |
| Дијего Руеда     | Тајлер Алварез       | Лако Николић            |
| Миа Блек         | Елизабет Елиас       | Тијана Чуровић          |
| Џеси Новоа       | Џулија Антонели      | Ивана Тењовић           |
| Кејти Рајс       | Денисеа Вилсон       | Драгана Милошевић       |
| Софи Џонсон      | Отомн Вендел         | Анастасија Видаковић    |
| Џиџи Руеда       | Зои Бургер           | Ана Поповић             |
| Лили Арчер       | Мелиса Каркеч        | Јадранка Пејановић      |
| Роберт Милер     | Луис Томео           | Никола Тодоровић        |
| Томи Милер       | Џејсон Лан Дракер    | Иван Павличић           |
| Мелани Милер     | Џеки Фрејзи          | Тиња Дамњановић         |
| Урсула Ван Пелт  | Кати Барбери         | Јелена Ђорђевић Поповић |
| Франциско Алонсо | Рене Лаван           | Ђорђе Марковић          |
| Дездемона        | Миа Метјуз           | Весна Паштровић Шашић   |
| Агамнемнон       | Тод Ален Даркин      | Томаш Сарић             |
| Рамона           | Лиса Корао           | Јована Чуровић          |
| Тони Мајерс      | Кендал Рајан Сандерс | Милан Тубић             |
| Директорка Торес | Мишел Верди          | Валентина Павличић      |
| Кристин Милер    | Вајтни Гоин          | Милена Моравчевић       |
| Уводна шпица     | Паола Андино         | Милена Моравчевић       |

## Спиноф
Дана 25. фебруара 2015, Nickelodeon је представио спиноф Тинејџ вештице — Академија чаролија. То је дневна серија о авантурама вештица и чаробњака, у школи где вежбају магију. Са емитовањем је почела 5. октобра 2015. Иако је планиран наставак, Данијела Нивес је објавила да серија неће имати другу сезону. Серију је креирала Катарина Ледебер, док је продукцију радио Viacom International, извршни продуцент је Татјана Родригез.
Серија је у Србији, Северној Македонији, Републици Српској и Црној Гори почела са емитовањем 30. октобра 2017. године на Nickelodeon-у, након завршене Тинејџ вештице. Синхронизацију је урадио исти студио који је синхронизовао Тинејџ вештицу — студио Голд диги нет.

## Награде и номинације
| Година | Награда                          | Категорија                                        | Рад            | Резултат   | Референца     |
| ------ | -------------------------------- | ------------------------------------------------- | -------------- | ---------- | ------------- |
| 2014   | Награда Имаџен                   | Најбољи програм за децу                           | Тинејџ вештица | Номинација | [ 12 ] [ 13 ] |
| 2014   | Награда Имаџен                   | Најбољи млади глумци/телевизија                   | Паола Андино   | Номинација | [ 12 ] [ 13 ] |
| 2014   | Награде по избору деце Аргентина | Најбољи интернационални програм                   | Тинејџ вештица | Освојено   | [ 14 ]        |
| 2015   | Награде за младе глумце          | Најбољи наступ у ТВ серији – водећа млада глумица | Пола Андино    | Освојено   | [ 15 ]        |
| 2015   | Награде по избору деце           | Омиљена ТВ емисија                                | Тинејџ вештица | Номинација | [ 16 ]        |
| 2015   | Награде Реџи                     | Забавна кампања                                   | Тинејџ вештица | Номинација | [ 17 ]        |